# Potton (Bedfordshire)
Pour l’article homonyme, voir Potton.
Potton, est un village et une paroisse civile du Central Bedfordshire, en Angleterre.

## Démographie
En 2021, la population était de 5 728 habitants.